# 腹翼鯖
腹翼鯖為輻鰭魚綱鱸形目鯖亞目鯖科的其中一種，分布於南半球熱帶至溫帶海域，棲息深度可達200公尺，體長可達164公分，棲息在中層水域，屬肉食性，可做為食用魚、遊釣魚。

## 擴展閱讀
維基物種上的相關：腹翼鯖